# Boxa als Jocs Olímpics d'estiu de 1904 - pes pesant
El pes pesant va ser la categoria de boxa més pesant de les disputades als Jocs Olímpics de Saint Louis de 1904. La prova es va disputar el 21 i 22 de setembre de 1904, sent la primera vegada que es disputava en unes Olimpíades. Només hi van prendre part tres participants, els quals havien de pesar més de 71,7 kg.

## Medallistes
| Or            | Plata         | Bronze           |
| Samuel Berger | Charles Mayer | William Michaels |

## Resultats
|  | Semifinals       | Semifinals    |   |  | Final          | Final |  |
|  |                  |               |   |  |                |       |  |
|  | 21 de setembre   |               |   |  |                |       |  |
|  | Charles Mayer    | lliura        |   |  |                |       |  |
|  | -                | -             |   |  |                |       |  |
|  |                  |               |   |  |                |       |  |
|  |                  |               |   |  | 22 de setembre |       |  |
|  |                  |               |   |  | Charles Mayer  | P     |  |
|  |                  | Samuel Berger | G |  |                |       |  |
|  |                  |               |   |  |                |       |  |
|  |                  |               |   |  |                |       |  |
|  |                  |               |   |  |                |       |  |
|  | 21 de setembre   |               |   |  |                |       |  |
|  | Samuel Berger    | KO3           |   |  |                |       |  |
|  | William Michaels | P             |   |  |                |       |  |

G: Guanya
P: Perd

## Classificació final
| Posició | Boxador          |
| ------- | ---------------- |
|         |                  |
| Or      | Samuel Berger    |
| Plata   | Charles Mayer    |
| Bronze  | William Michaels |